# Samuel Mejia
Samuel Jose Mejía, né le 7 février 1983 à New York, est un joueur dominicain de basket-ball. Il prend sa retraite sportive au mois de juillet 2020.

## Biographie
Samuel Jose Mejía est formé au lycée Theodore Roosevelt (New York) de 1997 à 2000, au lycée Storm King de 2000 à 2003 puis à l'université DePaul à partir de 2003.
Mejia est sélectionné lors de la Draft 2007 de la NBA par les Pistons de Détroit en 57e position. Il réussit une bonne Summer League et signe un contrat en juillet mais il est le dernier joueur coupé fin octobre. En décembre, il rejoint les Fort Wayne Mad Ants qui évoluent en D-League. Mejia réussit de bonnes rencontres et reçoit le titre de meilleur joueur de la semaine. Il est cependant licencié à cause d'une blessure à la cheville,.
Mejia s'exile alors en Italie puis en Grèce pour une saison avant de rejoindre les rangs de Cholet Basket en 2009. Le club, qui remporte son premier titre de champion de France, se voit ainsi octroyer le droit de disputer l'Euroligue lors de la saison 2010-2011. Alors promu capitaine de Cholet, ses performances lui permettent de signer pour 2 ans dans le club russe du CSKA Moscou. Il est très peu utilisé par Jonas Kazlauskas, l'entraîneur du CSKA, pendant la saison 2011-2012.
En juin 2012, Mejía rompt son contrat pour rejoindre le Bandırma Banvit qui évolue en première division turque. Début 2014, il prolonge son contrat avec Banvit jusqu'en 2016.
Au mois de juillet 2020, il annonce sa retraite du monde professionnel après cinq saisons passées au Tofaş Spor Kulübü.

## Palmarès

### En club
- Champion de Russie avec le CSKA Moscou en 2012.
- Champion de la VTB United League avec le CSKA Moscou en 2012.
- Champion de France avec Cholet Basket en 2010.

### Distinctions personnelles
- Nommé MVP de la semaine 5 de l'Euroligue en 2010 grâce à une excellente performance contre Fenerbahçe Ülker, jusque-là encore invaincue cette saison (29 points et 38 d'évaluation)
- Sélectionné ailier titulaire[11] pour le All-Star Game à Paris-Bercy en 2010
- Nommé MVP du mois d'avril 2011 de Pro A 2010-2011
- MVP du championnat de France 2010-2011
- MVP étranger de la Pro A
- MVP 2013-14 de la 1re Division Turque de Basket (TBL)
- Nommé dans le premier cinq de l'EuroCoupe en 2015